# Ben Jawad
Ben Jawad (arabe : بن جواد, Bin Ğawād), aussi connu sous les noms de Bin Jawwād, Bin Quwad, Qaryat Wadi Bin Quwwad ou Qaryat Wādī Bin Quwwād, est une ville de 9 675 habitants dans le district de Syrte en Libye. Elle est située sur la côte méditerranéenne, approximativement à mi-chemin entre Benghazi et Misurata, à environ 150 km à l'est de Syrte.

## Administration territoriale
De 1983 à 1987, la ville est la capitale du district de Ben Jawad. Lors de la réorganisation territoriale de 1987, le district de Ben Jawad est incorporé dans le district de Syrte.

## Histoire

### Première guerre civile libyenne
Lors de la Guerre civile libyenne de 2011, la localité est prise une première fois par les rebelles le 5 mars alors que ceux-ci étaient en route vers Syrte, mais ces derniers en sont délogés le lendemain après d'intenses combats lors d'une contre-attaque des forces pro-Kadhafi. La ville est reprise par les insurgés le 27 mars 2011, le même jour que le port pétrolier de Ras Lanouf, mais le 29 mars 2011 les forces pro-Kadhafi la reprennent de nouveau, jusqu'au 23 août 2011 date à laquelle elle est de nouveau menacée par les rebelles qui, après avoir pris Ras Lanouf, sont bloqués dans lors progression vers Syrte par des combats à l'entrée est de la ville. La ville est à nouveau prise par les insurgés le 27 août 2011.

### Seconde guerre civile libyenne
La ville est prise par la branche libyenne du groupe État islamique le 4 janvier 2016.

## Sources et références
1. ↑  Article du « Point » du 6 mars 2011, Attaque des forces libyennes signalée à Bin Djaouad